# Patrick Da Silva
Patrick Da Silva (Kalundborg, 23 ottobre 1994) è un calciatore danese, difensore svincolato.

## Biografia
È di origini brasiliane.

## Carriera

### Club
Ha giocato nella prima divisione danese ed in quella faroese.
Nella stagione 2023-2024 ha giocato 6 partite nella fase a gironi di Conference League.

### Nazionale
Ha giocato nelle nazionali giovanili danesi Under-18, Under-19 ed Under-21.

## Palmarès

### Club

#### Competizioni nazionali
- Supercoppa delle Fær Øer: 1

KÍ Klaksvík: 2022
- Campionato faroese: 1

KÍ Klaksvík: 2022